# Circunscrições eclesiásticas católicas de Angola e São Tomé e Príncipe
A Igreja Católica de Angola é composta por cinco províncias eclesiásticas e 15 dioceses sufragâneas, além de uma diocese isenta (isto é, imediatamente sujeita à Santa Sé ), a Diocese de São Tomé e Príncipe, um país da ilha atlântica que compartilha uma história colonial portuguesa (e legado linguístico) com Angola, que faz parte da Conferência Episcopal transnacional de Angola e São Tomé e Príncipe , embora não tenha uma Conferência Episcopal nacional.

## Conferência Episcopal de Angola e São Tomé

### Província Eclesiástica de Huambo
- Arquidiocese do Huambo
  - Diocese de Benguela
  - Diocese do Cuíto-Bié
  - Diocese de Ganda

### Província Eclesiástica de Luanda
- Arquidiocese de Luanda
  - Diocese de Cabinda
  - Diocese de Caxito
  - Diocese de Mabanza Congo
  - Diocese de Sumbe
  - Diocese de Viana

### Província Eclesiástica de Lubango
- Arquidiocese do Lubango
  - Diocese de Menongue
  - Diocese de Ondijiva
  - Diocese do Namibe

### Província Eclesiástica de Malanje
- Arquidiocese de Malanje
  - Diocese de Nadalatando
  - Diocese do Uíge

### Província Eclesiástica de Saurimo
- Arquidiocese de Saurimo
  - Diocese do Dundo
  - Diocese de Luena

### Isenta em São Tomé e Príncipe
- Diocese de São Tomé e Príncipe